# Celles-sur-Plaine
Celles-sur-Plaine ist eine französische Gemeinde mit 751 Einwohnern (Stand 1. Januar 2022) im Département Vosges in der Region Grand Est (bis 2015 Lothringen). Sie gehört zum Kanton Raon-l’Étape im Arrondissement Saint-Dié-des-Vosges.

## Geografie

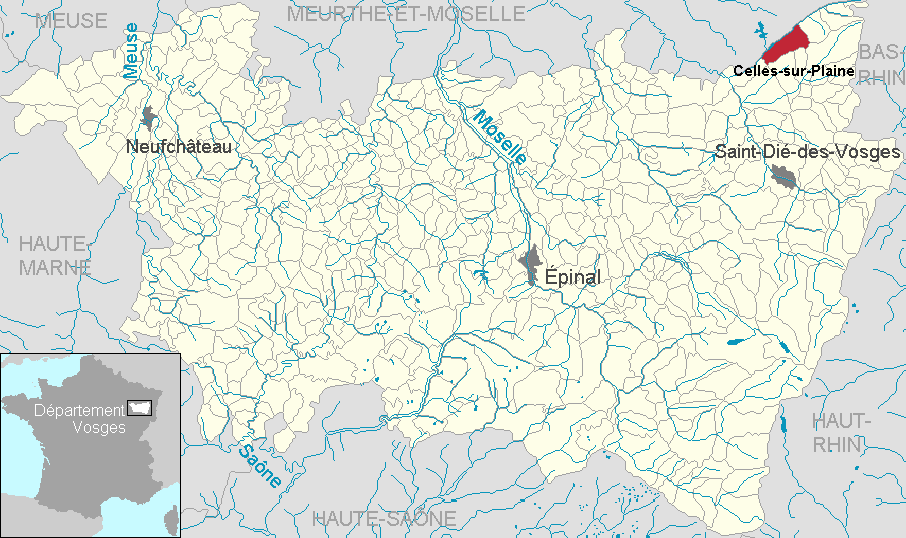
Lage von Celles-sur-Plaine im Département Vosges

Celles-sur-Plaine ist eine Gemeinde im Vallée de la Plaine in den Vogesen. Es handelt sich um eine vom Forêt domaniale des élieux und vom Forêt domaniale de Celles flankierte Siedlung am Meurthe-Nebenfluss Plaine. Der Fluss bildet die Grenze zum Département Meurthe-et-Moselle. Die Gemeinde ist durch die Departementsstraße 392a an das überregionale Straßennetz angebunden. Südwestlich des Ortskerns befindet sich der Lac de Celles-sur-Plaine, ein 1983 angelegter Stausee. Zwei markante Erhebungen befinden sich im Gemeindegebiet: der Pain de Sucre (671 m) und der Tête du Coquin (837 m). 

## Geschichte
Celles-sur-Plaine gehörte ab 1594 der Grafschaft Salm und von 1710 bis 1790 dem Herzogtum Lothringen und dem Fürstentum Salm. Dann ging die Siedlung an den Distrikt Saint-Dié über. 
1950 war in Celles-sur-Plaine der Treffpunkt der Gruppe Nicolas Bourbaki.
Der Lac de Celles-sur-Plaine wurde 1983 im Zusammenhang mit dem Stausee Lac de Pierre-Percée angelegt. Er dient der Regulierung der Mosel und damit der Kühlung des Kernkraftwerkes Cattenom.

### Bevölkerungsentwicklung
| Jahr      | 1962 | 1968 | 1975 | 1982 | 1990 | 1999 | 2007 | 2019 |
| Einwohner | 900  | 961  | 1030 | 934  | 843  | 840  | 851  | 784  |

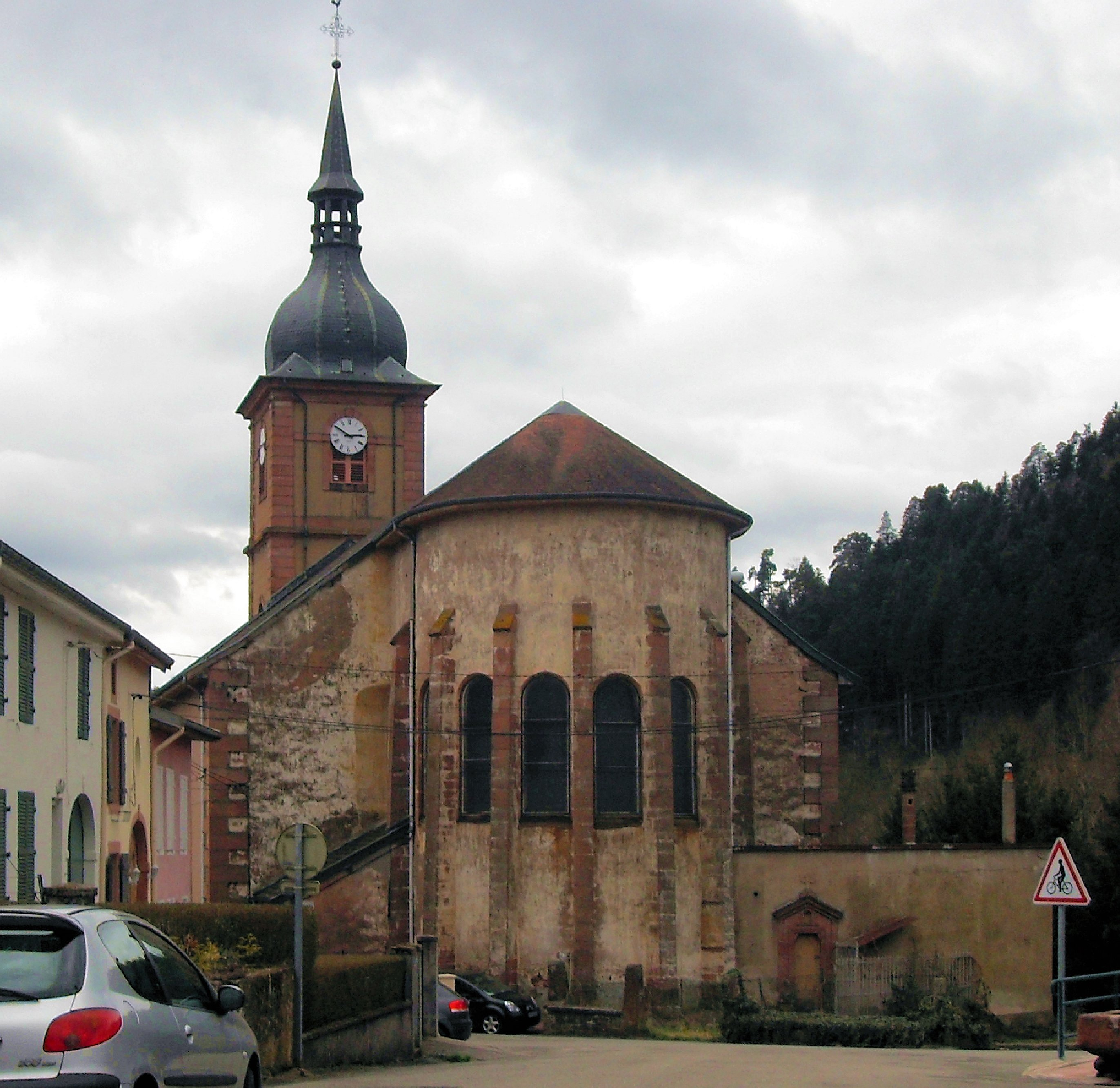
Kirche St. Peter und Paul
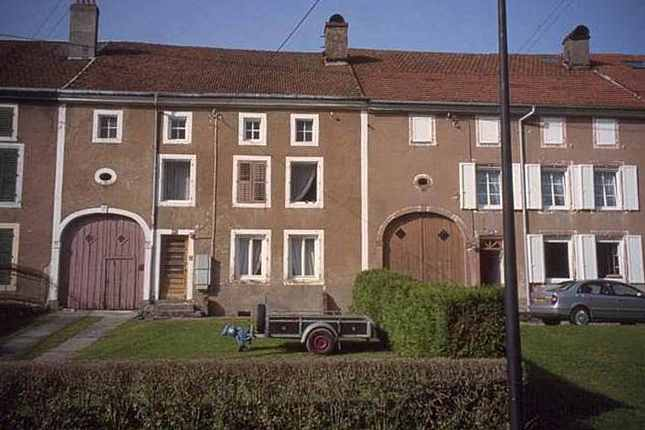
Typische lothringische Häuserzeile
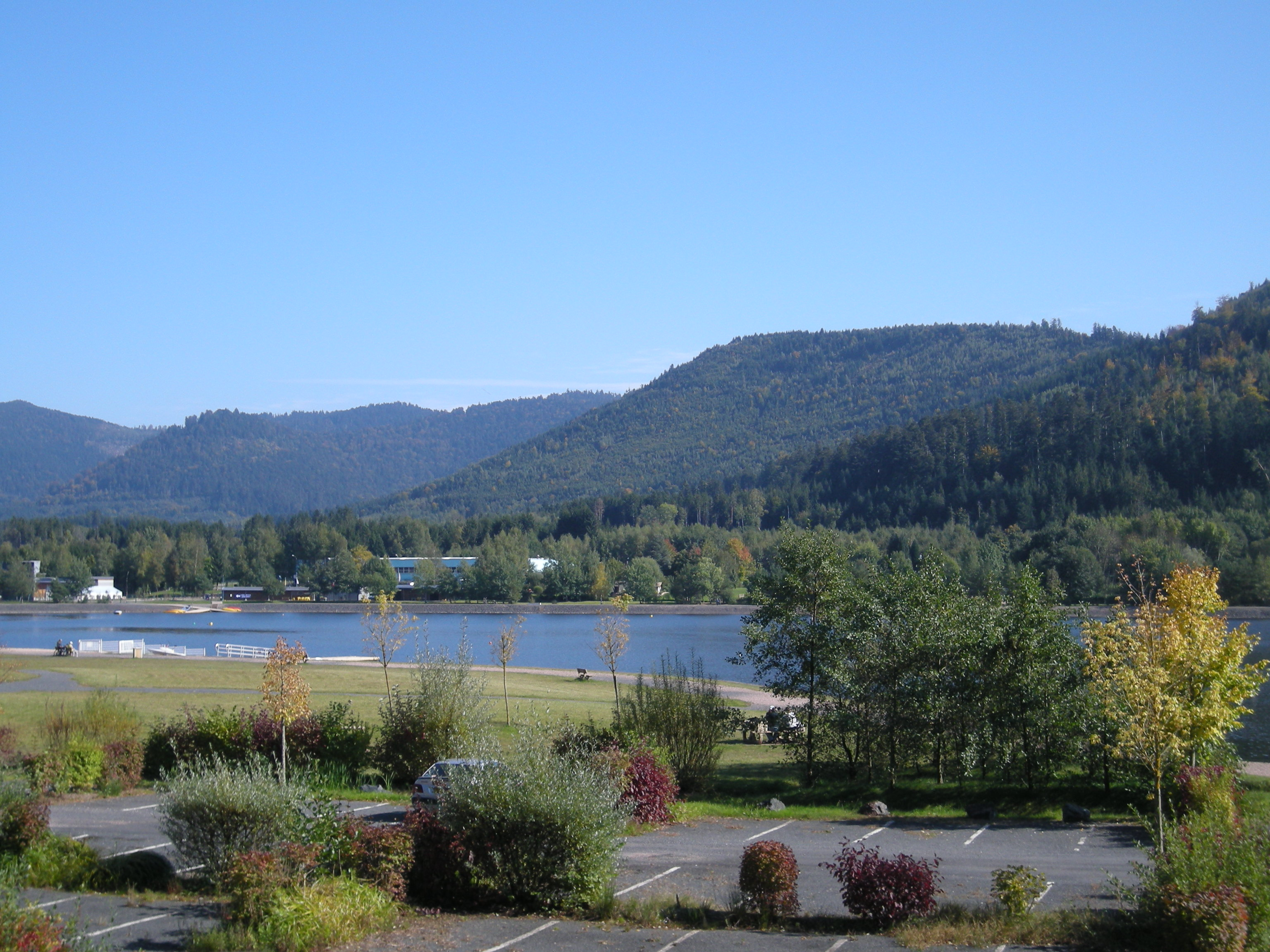
Lac de la Plaine